# Грачёв, Рид Иосифович
Рид Иосифович Грачёв (настоящая фамилия Ви́те, 18 июля 1935 года, Ленинград — 1 ноября 2004 года, Санкт-Петербург) — русский прозаик, поэт, переводчик, эссеист.

## Биография
Родился 18 июля 1935 года в Ленинграде. Мать — Маули Арсеньевна Витте (1907 — 1 марта 1942), журналистка. Отец — Иосиф Абрамович Пинкус, директор «Интуриста» в г. Иваново. Дед — Арсений Грачёв, сотрудник НКВД, затем работал в сельском хозяйстве Мать и бабушка (Лидия Николаевна Витте, 1895 — 3 марта 1942) погибли в блокадном Ленинграде. После их смерти восемь лет провел в детском доме. С 1949 жил в Риге у дяди, Тумая Арсеньевича Вите. Самостоятельно изучал французский язык.
В 1953 поступил на отделение журналистики филфака ЛГУ. После окончания университета год работал в рижской газете. Затем вернулся в Ленинград.

## Творчество
Принадлежал к «неофициальным» литературным кругам Ленинграда. Первая публикация — в коллективном сборнике Начало пути (1960). Выпустил в советское время единственную книгу рассказов, много публиковался в самиздате. Был привлечен к переводам Е. Эткиндом, переводил произведения Сент-Экзюпери и А. Камю. Высокие оценки его творчества принадлежат Сергею Довлатову, Вере Пановой и Иосифу Бродскому. В 1967 году Иосиф Бродский написал Грачёву «охранную грамоту»:

Риду Иосифовичу Вите (Грачеву) для ограждения его от дурного глаза, людского пустословия, редакторской бесчестности и беспринципности, лживости женской, полицейского произвола и всего прочего, чем богат существующий миропорядок; а паче всего — от всеобщего наглого невежества.
И пусть уразумеет читающий грамоту сию, что обладатель ея нуждается, как никто в Государстве Российском, в теплом крове, сытной пище, в разумной ненавязчивой заботе, в порядочной женщине; и что всяк должен ссужать его бессрочно деньгами, поелику он беден, ссужать и уходить тотчас, дабы не навязывать своё существование и не приковывать к себе внимание. Ибо Рид Вите — лучший литератор российский нашего времени — и временем этим и людьми нашего времени вконец измучен. Всяк, кто поднимет на обладателя Грамоты этой руку, да будет предан казни и поруганию в этой жизни и проклят в будущей, а добрый — да будет благословен. С чувством горечи и надежды и безо всякой улыбки писал это в Лето Господне 1967-е раб Божий Иосиф Бродский, поэт.
— 
В начале 1970-х отошёл от творческой деятельности из-за психической болезни.
Умер 1 ноября 2004 года, будучи много лет прикованным к инвалидному креслу, в нищете и забвении.

## Воспоминания современников
Сергей Довлатов:

Молодой писатель Рид Грачев страдал шизофренией. То и дело лечился в психиатрических больницах. Когда болезнь оставляла его, это был умный, глубокий и талантливый человек. Он выпустил единственную книжку — «Где твой дом». В ней шесть рассказов, трогательных и сильных.

Когда он снова заболел, я навещал его в Удельной. Разговаривать с ним было тяжело.
— 

### Переводы
- Антуан де Сент-Экзюпери. Повести, рассказы, сказки. / Пер. с фр. [Предисл. М. Ваксмахера; коммент. Р. Грачева; худож. Г. М. Горелов]. — Алма-Ата: Казахстан, 1981. — 559 с.

## Комментарии
1. ↑  В первом браке М. А. Витте была замужем за В. Аусеклисом, сотрудником ЧК и МУРа. С 1923 г. — сотрудница ЧК г. Тифлис, затем — МУРа, позднее работала в Иваново в многотиражке завода «Большевик» и писала очерки в газету «Комсомольская правда», затем была полпредом (собкором) «Комсомольской правды» в Иваново. (См. Дьяконов, И. Глава пятая (1929–1932) // Книга воспоминаний. — СПб. : Европейский дом, 1995. — С. 64.)
2. ↑  Грачёв, Арсений — окончил Ташкентскую гимназию, затем Петроградский университет по образованию микробиолог, ответработник НКВД РСФСР. Его жена вышла вторым браком; муж — Петр Бруненнек, латыш, офицер, вероятно — сотрудник Наркомвоенмора РСФСР, от него дочь Айна (1919 г.р.). Около 1918/19 Грачёв прямо в Кремле застрелил в спину из ревности П. Бруненнека. Лежал в психлечебнице (до 1921), затем работал в Наркомзёме научным консультантом по вопросам агробиологии, в 1923−24 был в научной командировке за границей, с 1925 — директор опытной агростанции близ г. Пишпек. (См. Вите (Витте) Лидия Николаевна // ЦентрАзия.[неавторитетный источник])